# Shadaw
Shadaw är en kommun i Myanmar.   Den ligger i regionen Kayahstaten, i den centrala delen av landet, 160 km öster om huvudstaden Naypyidaw. Antalet invånare är 7 367.